# Siuyumbiké

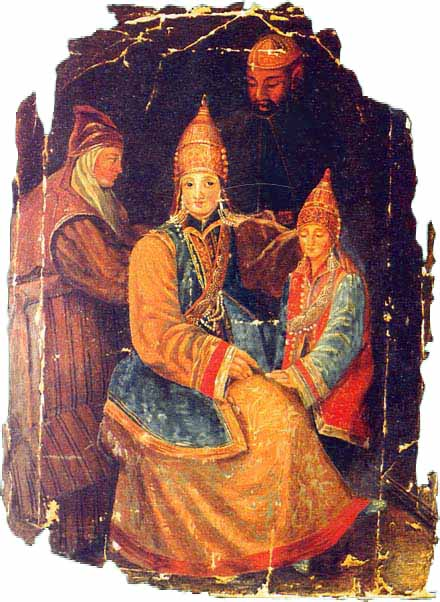
Siuyumbiké con su hijo Ütämeşgäräy.

Siuyumbiké (también escrito Söyenbikä, Sumbeki, Sujumbike, pronunciado [sœˌjœmbiˈkæ ]; Cirílico: Сембикuddle) (1516 – después de 1554) fue una gobernante tártara, xanbikä. Actuó como regente de Kazán durante la minoría de su hijo desde 1549 hasta 1551.

## Vida
Era hija del noble nogái Yusuf y esposa de Canğäli (1533–35), Safa Gäräy (1536–49) y Şahğäli (después de 1553). En 1549, se convirtió en regente durante la minoría de su hijo y de Safa Gäray, el kan de Kazán, Ütämeşgäräy.
En 1551, después de la primera conquista parcial del Kanato de Kazán por Iván el Terrible, fue trasladada por la fuerza a Moscú con su hijo y más tarde casada con Şahğäli, el khan de los Qasim y los tártaros de Kazán impuesto por Rusia.

### Leyenda del suicidio
Siuyumbiké es una heroína nacional de Tartaristán. Su nombre se asocia con la Torre Siuyumbiké, supuestamente Iván el Terrible quería casarse con ella y Siuyumbiké le dijo que si le construía una torre hecha con siete niveles, uno para cada día de la semana, entonces ella se casaría con él. Según la leyenda, Iván el Terrible terminó la torre en una semana, por lo que Siuyumbiké subió a la cima de la torre y después de contemplar su hermosa casa en Kazán, quedó tan abrumada por la emoción por su pueblo que no podía soportar casarse con el zar y saltó. Sin embargo, se desconoce la verdadera fecha de su muerte y el lugar de su tumba, se cree que pasó sus últimos días en Kasímov.
En 2022, se inauguró en Kasímov una escultura de Siuyumbiké de 3 metros de altura y de tonelada y media, obra de Benjamin Sidorenko. El monumento causó controversia en la región de Riazán pues la Fundación para la Literatura y la Cultura Eslavas considera que Siuyumbiké era enemiga de Rusia.